# Spectrum (Westlife)
Spectrum è l'undicesimo album in studio del gruppo musicale irlandese Westlife, pubblicato nel 2019.

## Tracce
Edizione Standard
1. Hello My Love – 3:36
2. Better Man – 3:17
3. My Blood – 3:18
4. Dynamite – 3:32
5. Dance – 2:45
6. One Last Time – 2:55
7. Take Me There – 3:25
8. Repair – 3:07
9. Without You – 3:39
10. L.O.V.E. – 2:53
11. Another Life – 3:49

Tracce bonus (Giappone)
1. Dynamite (Midnight Mix) – 4:48
2. Hello My Love (John Gibbons Remix) – 3:31
3. Better Man (Orchestral Version) – 3:23